# Daniel Baud-Bovy
Pour les articles homonymes, voir Baud-Bovy.
Daniel Baud-Bovy (13 avril 1870, Genève – 19 juin 1958, Genève) est un écrivain et historien d'art suisse.

## Biographie
Fils du peintre Auguste Baud-Bovy, Daniel Baud-Bovy acquit  à Paris l'essentiel de sa formation artistique et littéraire et y fréquenta le milieu symboliste. Personnalité du monde de l’Art en Suisse, il fut conservateur du Musée Rath, directeur de l'école des beaux-arts de Genève (de 1908 à 1919), président de la Commission fédérale des beaux-arts, correspondant artistique de la Revue encyclopédique. Poète, auteur de  nombreux romans, nouvelles  souvent illustrés par ses amis peintres  et de pièces de théâtre pour enfants il eut également une importante activité de critique et d'historien d'art.
En 1913, il accomplit la première ascension connue du Mont Olympe en compagnie de Christos Kakalos et de son compatriote Frédéric Boissonnas.
Il a épousé en 1896 Jeanne-Catherine Barth (1872-1928), pianiste, il est le père de Samuel Baud-Bovy. En secondes noces, il épouse en 1933 Aline-Thékla Nachmann, née Mayer (1905-1982).

## Ouvrages
- 1904 : Daniel Baud-Bovy, Peintres genevois, Genève, Journal de Genève, 1903-1904, 164 p. Prix Charles-Blanc de l’Académie française en 1905
- 1910 : Daniel Baud-Bovy, En Grèce par monts et par vaux, Genève, F. Boissonnas, 1910, 167 p. Prix Charles-Blanc de l’Académie française en 1911 (en collaboration avec Frédéric Boissonnas)
- 1934 : Daniel Baud-Bovy, Les Maîtres de la gravure suisse, Genève, A. Jullien, 1934, 206 p. Prix Charles-Blanc de l’Académie française en 1936

## Hommages
Un passage et un parc portent son nom à Genève, dans le quartier de Plainpalais, à proximité immédiate d'un bâtiment de l'Université de Genève, Uni-Mail.

## Archives
- Archives privées de personnes et de familles de la Bibliothèque de Genève:

Baud-Bovy, famille (19e-20e s.)
Papiers personnels, papiers des familles Baud et Bovy correspondances, œuvres, papiers
littéraires, divers, journaux, collections de documents, photographies, carnets de croquis,
dessins. Le fonds concerne en particulier Auguste (1848-1899), peintre et Daniel Baud-Bovy (1870-1958), écrivain et critique d'art, directeur du musée et de l'école des beaux-arts. — 26.3 m. —
Instruments de recherche inédits. — Instruments de recherche publiés: MONNIER, Philippe M.,
"Les Archives Baud-Bovy à la Bibliothèque publique et universitaire". In Genava, n.s., t. XVIII/1,
1970. — Cote(s): Archives Baud-Bovy 1-302; non catalogué (1985/15 ; 2000/5; 2005/53) ; cotes
diverses. — Restrictions de consultation.